# Lee Roy Atalifo

a Compétitions nationales et continentales officielles uniquement.

b Matchs officiels uniquement.
Dernière mise à jour le 13 juillet 2023.
Lee Roy Atalifo, né le 10 mars 1988 à Rotuma (Fidji), est un joueur international fidjien de rugby à XV évoluant au poste de pilier. Il mesure 1,80 m pour 130 kg.

## Carrière

### En club
Lee Roy Atalifo a commencé le rugby assez tardivement à l'âge de 17 ans, lorsqu'il a quitté son île natale de Rotuma pour venir faire ses études dans la capitale fidjienne, Suva. Il joue par la suite dans le championnat amateur de son pays natal avec le club de Suva en 2012, tout en travaillant en tant que pompier en parallèle.
Il lance sa carrière professionnelle en 2015 en rejoignant le club italien de Rovigo évoluant en Campionato Eccellenza,. Il remporte ce championnat pour sa première et unique saison avec le club, après une victoire en finale contre Calvisano.
En 2016, il rejoint la Nouvelle-Zélande et la province du Canterbury en NPC,. Il ne joue qu'assez peu avec le club de Christchurch : il ne dispute que quatre matchs, tous en tant que remplaçant.
Il retourne en Europe en 2017, et signe avec les Jersey Reds qui évolue en RFU Championship (D2 anglaise) pour la saison 2017-2018.
Après trois saisons à Jersey, il rejoint en 2020 la province écossaise d'Édimbourg Rugby, évoluant en Pro14. Malgré la présence de plusieurs internationaux écossais à son poste (WP Nel, Simon Berghan), il est régulièrement utilisé dans la rotation, et obtient un temps de jeu conséquent,. Il joue pendant trois saisons avec l'équipe écossaise, avant de quitter le club en juin 2023.

### En équipe nationale
Lee Roy Atalifo évolue dans un premier temps avec les Fiji Warriors en Pacific Rugby Cup en 2013 et 2014,.
En 2014, il est sélectionné pour la première fois avec équipe des Fidji. Il obtient sa première cape internationale le 28 juin 2014 à l’occasion d’un match contre l'équipe des îles Cook à Suva.
Il fait partie du groupe sélectionné pour participer à la Coupe du monde 2015 en Angleterre,. Il dispute deux matchs lors de cette compétition, contre le pays de Galles et l'Uruguay.
En mai 2019, il fait partie de la présélection de 50 joueurs annoncé par la Fédération fidjienne de rugby à XV pour préparer la Coupe du monde au Japon. Il est ensuite écarté au dernier moment du groupe définitif de 31 joueurs le 4 septembre 2019. Il est toutefois rappelé dans le groupe dès le lendemain, après la blessure de Kalivati Tawake. Il joue deux matchs lors de la compétition, contre l'Uruguay et la Géorgie.

## Palmarès

### En club
- Vainqueur du Campionato Eccellenza en 2016 avec Rovigo.
- Vainqueur de la NPC en 2016 avec Canterbury.

### En équipe nationale
- 17 sélections avec les Fidji depuis 2014
- 5 points (1 essai)
- Participation à la Coupe du monde en 2015 (2 matchs) et 2019 (2 matchs).
- Vainqueur de la Coupe des nations du Pacifique en 2016.
- Vainqueur de la Pacific Rugby Cup en 2013 avec les Fiji Warriors